# Entandrophragma
Entandrophragma ist eine Pflanzengattung innerhalb der Familie Mahagonigewächse (Meliaceae). Die zehn oder elf Arten sind im tropischen Afrika verbreitet. Einige Arten sind als Lieferanten hochwertigen Holzes bedeutsam.

## Beschreibung

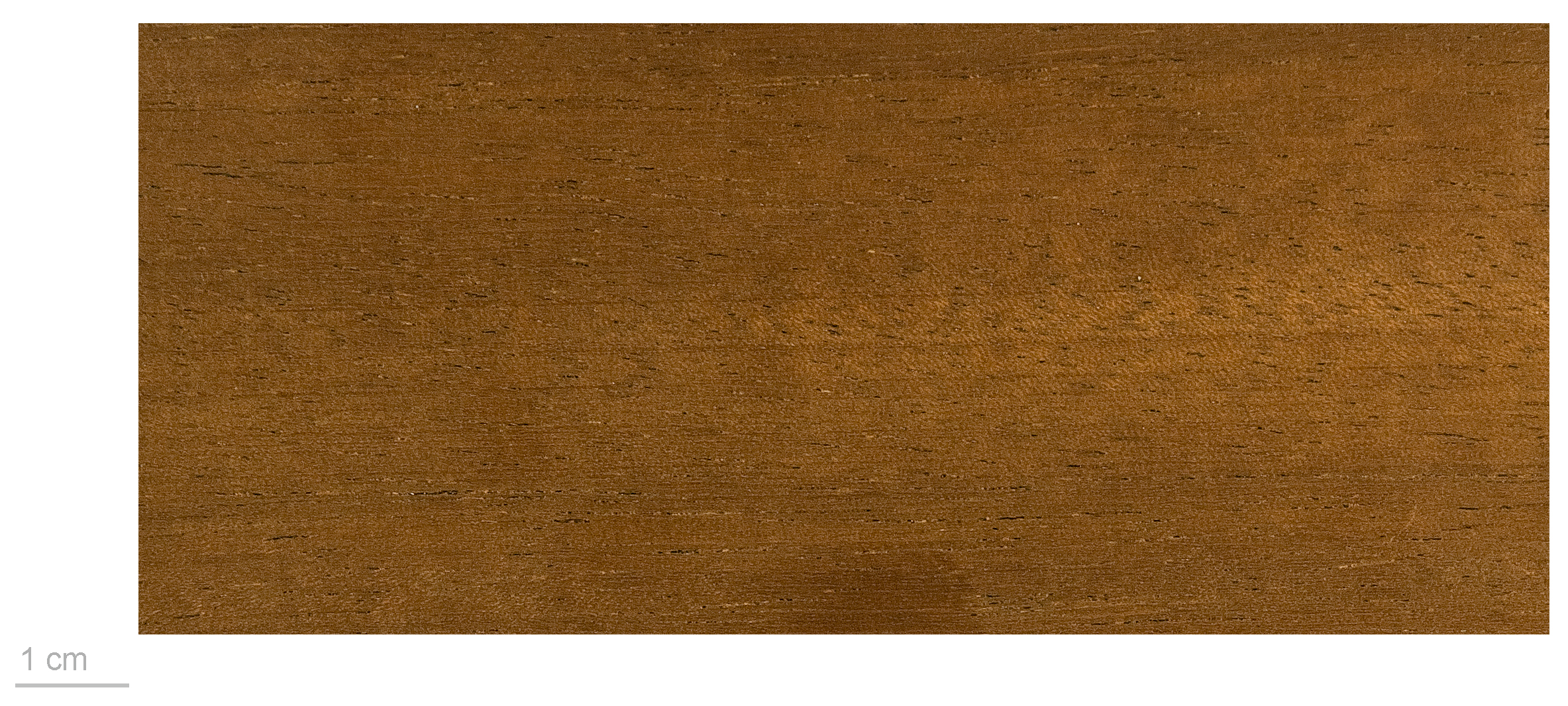
Kosipo-Holz Entandrophragma candollei

Entandrophragma-Arten sind Bäume, die meist große Wuchshöhen erreichen (einzelne Exemplare können mehr als 80 Meter erreichen) und in der Emergenten-Schicht wachsen. Die Laubblätter sind paarig gefiedert, die Fiederblättchen sind nicht weiter unterteilt.
Entandrophragma-Arten sind zweihäusig getrenntgeschlechtig (diözisch). Die Blüten stehen in rispigen bis thyrsigen Blütenständen zusammen. Die funktionell eingeschlechtigen Blüten sind fünfzählig mit doppelter Blütenhülle. Die fünf Kelchblätter sind an der Basis miteinander verwachsen. Die fünf Blütenblätter schauen schon in der Knospe aus dem Kelch heraus. Die zehn Staubblätter sind zu einer Röhre verwachsen. Der Fruchtknoten ist fünfkammrig, er entwickelt sich zu einer verholzten und septifragen Kapselfrucht, die sich an der Spitze und/oder an der Basis öffnet. Die Mittelachse der Kapselfrucht (Columella) ist im Querschnitt fünfkantig. Die Samen sind einseitig geflügelt, wobei der Flügel in der Kapselfrucht zum Fruchtstiel weist. Die weiblichen Blüten besitzen Antherode und die männlichen einen Pistillode. Es ist ein gelappter Diskus vorhanden, der mit der Basis des Fruchtknotens verwachsen ist und mit der Staubblattröhre verbunden ist.

## Arten
Die Gattung Entandrophragma enthält zehn oder elf Arten, darunter:
- Entandrophragma angolense (Welw.) C.DC.
- Entandrophragma candollei Harms: Sie kommt vom tropischen Westafrika bis Zentralafrika vor.[3]
- Entandrophragma caudatum (Sprague) Sprague: Sie kommt im südlichen Afrika vor.[3]
- Sapeli (Entandrophragma cylindricum) (Sprague) Sprague
- Entandrophragma delevoyi De Wild.: Sie kommt in Tansania, Sambia und Zaire vor.[3]
- Entandrophragma excelsum (Dawe & Sprague) Sprague[2]: Sie kommt in Zaire, Malawi, Tansania und Uganda vor.[3]
- Entandrophragma stolzii Harms: Sie wurde aus Tansania beschrieben.
- Entandrophragma utile (Dawe & Sprague) Sprague: Sie kommt im tropischen Westafrika, in Kamerun, Gabun, Zaire, Angola und Uganda vor.[3]

## Verwendung
Die Hölzer der Gattung Entandrophragma gelten als Edelhölzer. Sie finden vor allem als hochwertiges Furnier und als Konstruktionshölzer im Rahmenbau für Fenster Verwendung, werden aber auch im Instrumentenbau genutzt.

## Belege
- Mark A. Hyde, Bart Wursten: Genus page: Entandrophragma. In: Flora of Zimbabwe. Abgerufen am 16. Oktober 2009.
- F. White, B. T. Styles: Entandrophragma. In: Flora Zambesiaca. Band 2, 1963 (Flora Zambesiaca).
- Entandrophragma im Germplasm Resources Information Network (GRIN), USDA, ARS, National Genetic Resources Program. National Germplasm Resources Laboratory, Beltsville, Maryland. Abgerufen am 5. November 2009.